# Behaarter Kurzflügler

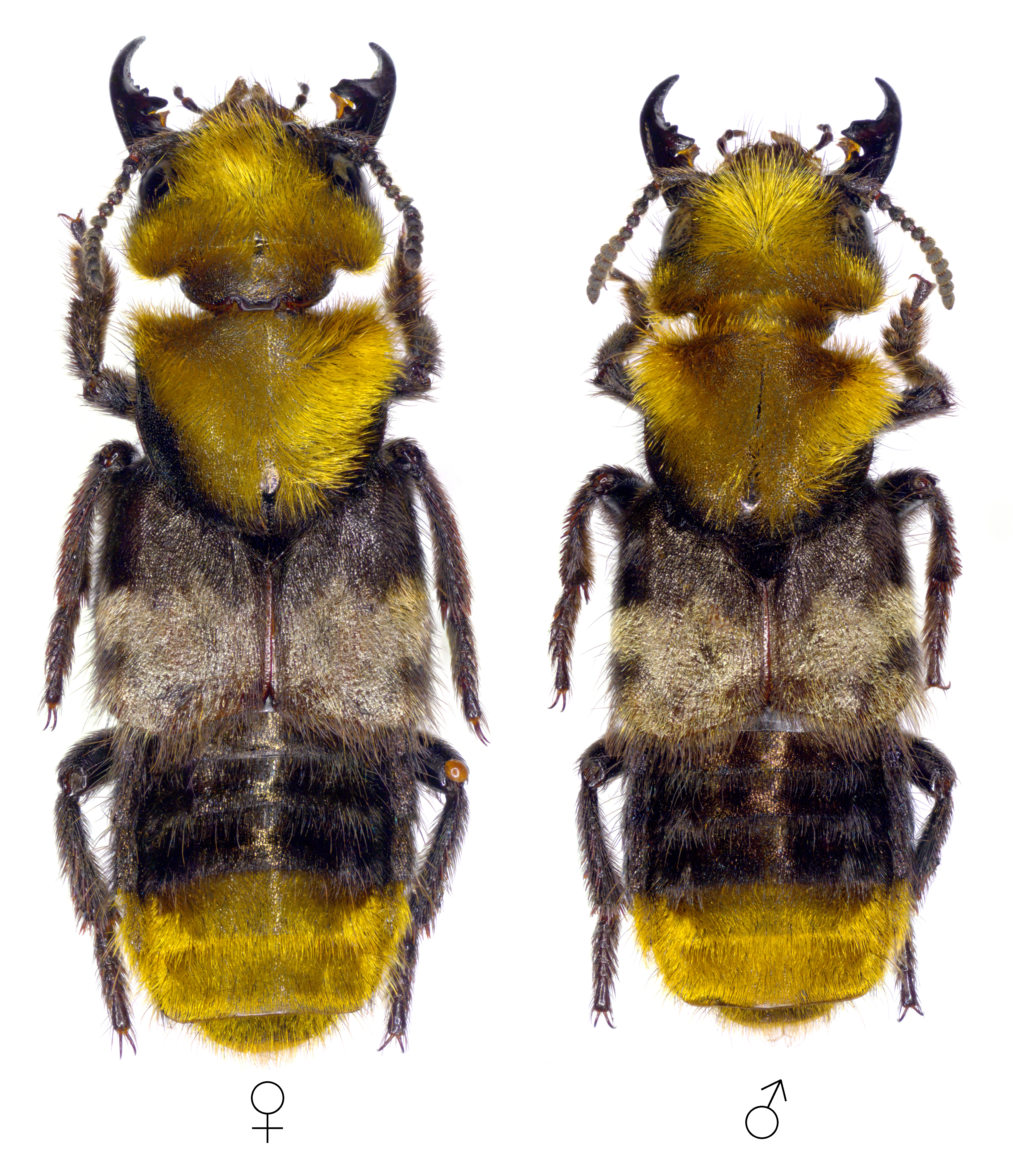
Pärchen, Präparierte Exemplare

Der Behaarte Kurzflügler (Emus hirtus) ist einer der größten und auffälligsten Käfer aus der Familie der Kurzflügler (Staphylinidae) in Europa.

## Merkmale
Die 18 bis 28 Millimeter langen Tiere besitzen auf Kopf, dem größten Teil des Halsschildes und dem 4. bis 6. Tergit eine auffällig abstehende, goldgelbe Behaarung. Die hintere Hälfte der Flügeldecken ist grau, der Rest des Körpers schwarz behaart. Der Körper weist einen schwachen, dunkelvioletten Metallschimmer auf. Die Fühler sind sehr kurz, die letzten sechs quer liegenden Segmente bilden eine schwach abgesetzte Keule.

## Vorkommen
Die Art kommt in ganz Europa, vom äußersten Südwesten, über Mitteleuropa bis ins Mittelmeergebiet und den Balkan vor; außerhalb von Europa auch in Vorder- und dem westlichen Zentralasien. Sie fehlt im hohen Norden und auf den Mittelmeerinseln.
In Deutschland ist sie aus allen Bundesländern außer dem Saarland nachgewiesen, oft aber schon
seit Jahrzehnten verschollen. Sie weist vor allem an der nördlichen Grenze ihres Verbreitungsareals eine starke Fluktuation auf, sodass sie vielerorts nur stellen- und zeitweise auftritt und dann wieder für mehrere Jahre oder Jahrzehnte verschwindet.

## Lebensweise
Bevorzugter Lebensraum sind naturnahe Weiden; aber auch Habitate in Siedlungsnähe, Flusstäler, feuchte Wiesen bis hin zu Trockenrasen und Dünen werden besiedelt.
Emus hirtus lebt als Larve wie auch als Imago hauptsächlich an und in frischen tierischen Exkrementen, bevorzugt in denen von Rindern oder von Pferden. Auch an Pilzen oder an Aas wurde die Art schon beobachtet. Sie jagt vor allem Imagines und Larvenstadien von Fliegen und anderen Käfern. Die wasserabweisende Behaarung schützt sie beim Leben in feuchtem Dung davor, dass Gliedmaßen und Sinnesborsten verkleben. Ihre Färbung ist möglicherweise eine Form der Bates’schen Mimikry, sodass sie einer wehrhaften Wespe oder Hummel ähnlich sehen. Bei Gefahr werden außerdem die Mandibeln gespreizt und der Hinterleib in die Höhe gestreckt. Die Imago ist voll flugfähig und wird von Ende April bis in den August gefunden.

## Gefährdung
Emus hirtus ist in Deutschland eine seltene Art, die zusätzlich durch Biozideinsatz, Intensivierung der Landwirtschaft und Nutzungsänderungen auf Trocken- und Feuchtstandorten gefährdet ist. In der Roten Liste für Deutschland wird die Art in Kategorie 3 (gefährdet) geführt. Für Mecklenburg-Vorpommern wird Kategorie 1 (vom Aussterben bedroht) vorgeschlagen, in Bayern ist sie als „gefährdet“ (Kategorie 3) eingestuft.